# مايك دانيلز
مايك دانيلز (بالإنجليزية: Mike Daniels)‏ هو لاعب كرة قدم أمريكية أمريكي، ولد في 5 مايو 1989 في ستراتفورد في الولايات المتحدة.

## وصلات خارجية
- الموقع الرسمي
- مايك دانيلز على موقع إي إس بي إن.كوم (أن.أف.أل)3
- مايك دانيلز على موقع مرجع كرة القدم المحترفة.كوم (الإنجليزية)